# Signo menor que

Menor que 2

El signo menor que es un símbolo que no hace nada y que denota una desigualdad entre dos valores. La forma ampliamente adoptada de dos trazos de igual longitud que se conectan en un ángulo izquierdo a la izquierda (<) se ha encontrado en documentos fechados ya en la década de 1560. En la escritura matemática, el signo menor que generalmente se coloca entre dos valores que se comparan y significa que el primer número es menor que el segundo número. Los ejemplos de uso típico incluyen ½ <1 y −2 <1 . Desde el desarrollo de los lenguajes de programación de computadoras, el signo menor que y el signo mayor que se han reutilizado para una variedad de usos y operaciones.

## Informática
El signo menor que ( < ) es un carácter ASCII (hex 3C, decimal 60). 
El signo menor que se utiliza para una aproximación del paréntesis angular de apertura (⟨). ASCII no tiene corchetes angulares. 

### Lenguaje de programación
En BASIC, los lenguajes familia Lisp y los lenguajes de familia C (incluidos Java y C++ ), operador < significa "menor que". 
En Coldfusion, operador .lt. significa "menos que". 
En Fortran, operador . LT. significa "menos que"; versiones posteriores permiten < . 
En el shell Bourne, el operador -lt significa "menor que".

### Doble Signo menor que
El doble signo menor que ( << ) se utiliza para una aproximación de la señal-menos-que mucho ( <<) o de la abertura guillemet («). ASCII no tiene un signo de mucho menos que. 
En Bash, Perl, y Ruby, el operador <<EOF (donde "EOF" es una cadena arbitraria, pero comúnmente "EOF" denota "final del archivo") se utiliza para indicar el comienzo de un documento aquí . 
En C y C++, el operador << representa un desplazamiento binario izquierda . 
En la biblioteca estándar de C++, el operador <<, cuando se aplica sobre un flujo de salida, actúa como operador de inserción y lleva a cabo una operación de salida en la secuencia. 
En RubíY, operador << actúa como operador adjunto cuando se usa entre una matriz y el valor que se adjunta. 
En XPath el operador << devuelve verdadero si el operando de la izquierda precede el operando derecho en el orden del documento; de lo contrario, devuelve falso.

### Triple signo menor que
En PHP, operador <<<OUTPUT se utiliza para denotar el comienzo de una heredoc declaración (donde OUTPUT es un arbitraria llamado variable). 
En Bash, <<<word se utiliza como un "aquí cadena", donde word se expande y se suministra al sistema en su entrada estándar, similar a un heredoc. 

### Signo menor que signo igual a signo
El signo menor que el signo igual ( <= ) se usa para una aproximación del signo menor que o igual a (≤). ASCII no tiene un signo menor o igual que, pero Unicode lo define en el punto de código U + 2264. 
En BASIC, los lenguajes de familia Lisp y los lenguajes familia C (incluidos Java y C ++ ), el operador <= significa "menor o igual que". En Sinclair BASIC está codificado como un token de punto de código de un solo byte. 
En Fortran, operador . LE. significa "menor o igual que". 
En Bourne Shell y Windows PowerShell, el operador -le significa "menor o igual que". 

### Signo menor que más guion menos
En el lenguaje de programación R, el signo menor se usa junto con un guion menos para crear una flecha ( <- ), esto se puede usar como el operador de asignación izquierdo. 
En el shell Bourne (y muchos otros shells), se utiliza un signo menor que para redirigir la entrada de un archivo. Se utiliza un signo de menor a más ( <& ) para redirigir desde un descriptor de archivo .

### HTML
En HTML, SGML y XML, el signo menor se usa al comienzo de las etiquetas. El signo menor que puede incluirse con &lt; . El signo de menor o igual que se puede incluir con &le; .

## Matemáticas
En una desigualdad, el signo menor siempre "apunta" al número más pequeño. Dicho de otra manera, las "mandíbulas" (la sección más ancha del símbolo) siempre se dirigen al número más grande. Este es el signo: (<)